# Pavona duerdeni
Pavona duerdeni är en korallart som beskrevs av Vaughan 1907. Pavona duerdeni ingår i släktet Pavona och familjen Agariciidae. IUCN kategoriserar arten globalt som livskraftig. Inga underarter finns listade i Catalogue of Life.